# خط طول 50° شرق
خط طول 50° شرق هو أحد خطوط الطول الجغرافية، والتي تمتد من القطب الشمالي الجغرافي إلى القطب الجنوبي الجغرافي، وحسب التحويل الزمني يتقدم خط طول 50° شرق عن خط غرينتش بـ3 ساعات و20 دقيقة.

## من القطب إلى القطب
ينطلق خط طول 50° شرق من القطب الشمالي نحو القطب الجنوبي مرورا بالمناطق التي ترد في الجدول التالي:
| الإحداثيات                         | البلد أو الإقليم أو البحر | ملاحظات                                                                                              |
| ---------------------------------- | ------------------------- | --- |
| 90°0′N 50°0′E / 90.000°N 50.000°E  | المحيط المتجمد الشمالي    | |
| 80°55′N 50°0′E / 80.917°N 50.000°E | روسيا                     | جزيرة زيمليا جورجا, أرخبيل فرنسوا جوزيف                                                              |
| 80°30′N 50°0′E / 80.500°N 50.000°E | بحر بارنتس                | Nightingale Channel                                                                                  |
| 80°13′N 50°0′E / 80.217°N 50.000°E | روسيا                     | Bruce Island, أرخبيل فرنسوا جوزيف                                                                    |
| 80°3′N 50°0′E / 80.050°N 50.000°E  | بحر بارنتس                | مرورا بغرب جزيرة نورثبروك [لغات أخرى]‏, روسيا                                                         |
| 69°18′N 50°0′E / 69.300°N 50.000°E | روسيا                     | جزيرة جزيرة كولغوييف                                                                                 |
| 68°56′N 50°0′E / 68.933°N 50.000°E | بحر بارنتس                | |
| 68°5′N 50°0′E / 68.083°N 50.000°E  | روسيا                     | |
| 51°15′N 50°0′E / 51.250°N 50.000°E | كازاخستان                 | |
| 46°35′N 50°0′E / 46.583°N 50.000°E | بحر قزوين                 | مرورا بغرب the Mangyshlak Peninsula, كازاخستان                                                       |
| 40°35′N 50°0′E / 40.583°N 50.000°E | أذربيجان                  | آبشوران, مرورا بشرق باكو                                                                             |
| 40°20′N 50°0′E / 40.333°N 50.000°E | بحر قزوين                 | |
| 37°25′N 50°0′E / 37.417°N 50.000°E | إيران                     | |
| 30°13′N 50°0′E / 30.217°N 50.000°E | الخليج العربي             | |
| 26°49′N 50°0′E / 26.817°N 50.000°E | السعودية                  | |
| 18°39′N 50°0′E / 18.650°N 50.000°E | اليمن                     | |
| 14°51′N 50°0′E / 14.850°N 50.000°E | المحيط الهندي             | خليج عدن                                                                                             |
| 11°30′N 50°0′E / 11.500°N 50.000°E | الصومال                   | |
| 8°6′N 50°0′E / 8.100°N 50.000°E    | المحيط الهندي             | |
| 13°21′S 50°0′E / 13.350°S 50.000°E | مدغشقر                    | |
| 15°46′S 50°0′E / 15.767°S 50.000°E | المحيط الهندي             | |
| 16°43′S 50°0′E / 16.717°S 50.000°E | مدغشقر                    | جزيرة سانت ماري                                                                                      |
| 16°45′S 50°0′E / 16.750°S 50.000°E | المحيط الهندي             | مرورا بغرب the Western Group of the جزر كروزيت, أراض فرنسية جنوبية وأنتارتيكية                       |
| 60°0′S 50°0′E / 60.000°S 50.000°E  | المحيط الجنوبي            | |
| 67°4′S 50°0′E / 67.067°S 50.000°E  | القارة القطبية الجنوبية   | الإقليم الأسترالي في القارة القطبية الجنوبية, المطالب الإقليمية بالقارة القطبية الجنوبية by أستراليا |